# Focke-Achgelis Fa 225
Focke-Achgelis Fa 225 là một mẫu trực thăng thử nghiệm của Đức, do Focke-Achgelis chế tạo vào năm 1942. Chỉ có 1 chiếc được chế tạo.

## Tính năng kỹ chiến thuật
Dữ liệu lấy từ 
Đặc tính tổng quan
- Kíp lái: 1
- Chiều dài: 11,24 m (36 ft 11 in) chỉ tính thân
- Trọng lượng cất cánh tối đa: 2.000 kg (4.409 lb)
- Đường kính rô-to chính:  12 m (39 ft 4 in)
- Diện tích rô-to chính: 113,1 m2 (1.217 foot vuông)

Hiệu suất bay
- Vận tốc cực đại: 190 km/h (118 mph; 103 kn)